# Gaku Hirasawa
Gaku Hirasawa (平澤 岳?, Hirasawa Gaku; Tokyo, 1º febbraio 1973) è un ex sciatore alpino giapponese.

## Biografia
Hirasawa, slalomista puro originario di Nagano, debuttò in campo internazionale in occasione dei XVII Giochi olimpici invernali di Lillehammer 1994, dove non completò la gara; in Coppa del Mondo esordì il 15 gennaio 1995 a Kitzbühel, senza completare la prova, e ottenne il miglior piazzamento il 27 gennaio 1996 a Sestriere (17º). Ai Mondiali di Sierra Nevada 1996, sua prima presenza iridata, si classificò 15º e ai successivi Mondiali di Sestriere 1997 non completò la gara.
Ai XVIII Giochi olimpici invernali di Nagano 1998, sua ultima presenza olimpica, si piazzò al 20º posto; l'anno dopo ai Mondiali di Vail/Beaver Creek 1999, sua ultima presenza iridata, non completò la gara. Il 29 febbraio 2000 conquistò l'ultima vittoria in Far East Cup, a Hakuba, mentre nel 2002 prese per l'ultima volta il via in Coppa del Mondo, il 20 gennaio a Kitzbühel senza completare la prova, e conquistò l'ultimo podio in Far East Cup, il 7 marzo a Shigakōgen (3º). Si ritirò all'inizio della stagione 2002-2003 e la sua ultima gara fu uno slalom speciale FIS disputato il 27 dicembre a Sugadairakōgen.

## Palmarès

### Coppa del Mondo
- Miglior piazzamento in classifica generale: 98º nel 1996

### Coppa Europa
- 4 podi:
  - 1 vittoria
  - 2 secondi posti
  - 1 terzo posto

#### Coppa Europa - vittorie
| Data            | Località     | Paese   | Specialità |
| --------------- | ------------ | ------- | ---------- |
| 23 gennaio 1998 | Les Menuires | Francia | SL         |

Legenda:

SL = slalom speciale

### Nor-Am Cup
- 1 podio:
  - 1 secondo posto

### Far East Cup
- Vincitore della classifica di slalom speciale nel 2000
- 16 podi (dati dalla stagione 1994-1995):
  - 5 vittorie
  - 5 secondi posti
  - 6 terzi posti

#### Far East Cup - vittorie
| Data             | Località    | Paese         | Specialità |
| ---------------- | ----------- | ------------- | ---------- |
| 2 marzo 1996     | Yongpyong   | Corea del Sud | SL         |
| 5 marzo 1996     | Nozawaonsen | Giappone      | SL         |
| 5 marzo 1999     | Shigakōgen  | Giappone      | GS         |
| 6 marzo 1999     | Shigakōgen  | Giappone      | SL         |
| 29 febbraio 2000 | Hakuba      | Giappone      | SL         |

Legenda:

GS = slalom gigante

SL = slalom speciale

### Campionati giapponesi
- 7 medaglie (dati dalla stagione 1994-1995):
  - 3 ori (slalom speciale nel 1998; slalom speciale nel 2000; slalom speciale nel 2002)
  - 4 argenti (slalom speciale nel 1995; slalom speciale nel 1996; slalom gigante, slalom speciale nel 1999)